# 精灵世纪
精灵世纪（英語：Century Sonny）是2006年在中国大陆播出三维动画片，是中国大陆首部原创高清晰三维卡通动画，代表性的配音员有香港巨星成龙、主持人李咏。原计划四季，现播出两季，共52集。

## 背景
该片投资1.5亿元人民币，2006年5月开始在中国大陆近400家电视台播出，创造了中国动画片的播放频道数量里程碑。该片播出后迅速受到了中国大陆媒体的广泛关注，并引起了日本、美国及欧洲诸多电视台的极大兴趣。
该片的制作方是龙马世纪国际文化有限公司和北京电影学院动画学院。

## 剧情
该片以魔幻、励志为主题，讲述了“精灵小王子卡卡”在人间和魔幻大陆的冒险故事。

## 配音
| 演员 | 角色      | 备注                                         |
| 成龙 | 查理      | 文具国王                                     |
|      | 露娜      | 文具公主                                     |
|      | 卡卡      | 精灵王子                                     |
| 李咏 | 凯达      | 玩具国王                                     |
|      | 亚历山大  | 钢笔王子，全名莫菲奥·博拉多克里斯滕·亚历山大 |
|      | 诺娅      | 精灵法师                                     |
|      | 奥多      | 魔幻智能手机                                 |
|      | 巴隆·巴鲁 | 油笔龙                                       |
|      | 臭臭鱼    | 毛公仔                                       |

## 曲目
| 曲序 | 曲目                           |      | 作曲           | 歌手                             |
| ---- | ------------------------------ | ---- | -------------- | -------------------------------- |
| 1.   | 《相信爱》（第一季片头曲）     |      |                | 刘超                             |
| 2.   | 《心火》（插曲）               | 高博 | 陈欣若         | 曲锦楠                           |
| 3.   | 《精灵世纪》（第二季片头曲）   | 梁芒 | 孟可           | 熊汝霖                           |
| 4.   | 《霞光》（《希望》）（片尾曲） | 高博 | 陈欣若、闫志强 | 曲锦楠（第一季）、白冰（第二季） |